# Матеус Карамело
Мате́ус Лусе́на дос Са́нтос, более известный как Матеус Караме́ло или просто Карамело (порт. Mateus Lucena dos Santos; Mateus Caramelo; 30 августа 1994, Арасатуба, штат Сан-Паулу — 28 ноября 2016, Серро-Гордо, Ла-Уньон, Антьокия, Колумбия) — бразильский футболист, выступавший на позиции правого защитника (латераля). Погиб в авиакатастрофе BAe 146 под Медельином.

## Биография
Матеус Карамело — воспитанник футбольной академии клуба «Можи-Мирин», в котором он дебютировал на профессиональном уровне в 2013 году в матче Лиги Паулисты. 18-летний защитник привлёк к себе внимание не только уверенной игрой, но и необычным прозвищем (в переводе «карамель»), а также тем, что в Бразилии в тот момент была популярной песня дуэта Munhoz & Mariano Camaro Amarelo («Жёлтый Камаро»). Сам игрок так и не смог объяснить причину для выбора такого прозвища во время интервью журналистам Globo.
В том же году Карамело перешёл в стан одного из самых популярных и титулованных клубов страны — «Сан-Паулу». За «трёхцветных» он сыграл в трёх матчах, после чего в 2014 году на правах аренды выступал за «Атлетико Гоияниенсе». В составе «Атлетико» Матеус стал чемпионом штата Гояс. В 2015 году защитник вновь отправился в аренду, на сей раз в «Шапекоэнсе». В 2016 году вернулся в «Сан-Паулу». Его уверенная игра стала «сюрпризом» для наставника клуба Эдгардо Баусы. Карамело принял участие в розыгрыше Кубка Либертадорес, Лиги Паулисты и начал новый сезон в бразильской Серии A.
В сентябре того же года вновь отправился в аренду в «Шапекоэнсе». Сыграл ещё по три матча в чемпионате Бразилии и в розыгрыше Южноамериканского кубка. Команда впервые в своей истории сумела выйти в финал международного турнира. Карамело провёл весь ответный полуфинальный матч против аргентинского «Сан-Лоренсо», ничья в котором (0:0) вывела «Шапе» в финал.
28 ноября 2016 года погиб в авиакатастрофе под Медельином вместе с практически всем составом и тренерским штабом клуба в полном составе, который летел на первый финальный матч ЮАК-2016 с «Атлетико Насьоналем». Позже КОНМЕБОЛ присудила победу в турнире «Шапекоэнсе».

## Достижения
- Чемпион штата Гояс (1): 2014
- Обладатель Южноамериканского кубка (1): 2016